# Commandement allié Atlantique
Le commandement allié Atlantique (souvent désigné sous l'abréviation SACLANT, pour le titre anglais de son chef : Supreme allied commander atlantic) était jusqu'en 2003, avec le Grand Quartier général des puissances alliées en Europe, l'un des deux commandements suprêmes dans l'Organisation du traité de l'Atlantique nord.
Son état-major était basé à la base navale de Norfolk en Virginie, où lui a succédé, à sa dissolution, l'actuel commandement allié Transformation.

## Missions
Elles étaient notamment de :
- protéger les lignes de communication maritimes de l'Alliance atlantique ;
- soutenir ses opérations amphibies et terrestres ;
- protéger le déploiement de la dissuasion nucléaire maritime de l'OTAN.

## Zone de responsabilité
Elle s'étendait du Pôle Nord au Tropique du Cancer, et de la côte Est des États-Unis d'Amérique à la côte ouest de l'Europe et de l'Afrique, à l'exclusion des îles Canaries, des îles Britanniques et de la Manche.